# Trichostixis orientalis
Trichostixis orientalis là một loài bọ cánh cứng trong họ Cerambycidae.